# El Cobre, Kuba
El Cobre är en ort i Kuba.   Den ligger i provinsen Provincia de Santiago de Cuba, i den sydöstra delen av landet, 800 km sydost om huvudstaden Havanna. El Cobre ligger 105 meter över havet och antalet invånare är 4 768.
Terrängen runt El Cobre är huvudsakligen kuperad, men åt sydost är den platt.  Närmaste större samhälle är Santiago de Cuba, 13,6 km öster om El Cobre. I omgivningarna runt El Cobre växer huvudsakligen savannskog.